# Chevrolet Equinox
Chevrolet Equinox – samochód osobowy typu SUV klasy średniej produkowany pod amerykańską marką Chevrolet od 2004 roku. Od 2024 roku produkowana jest czwarta generacja modelu.

## Pierwsza generacja

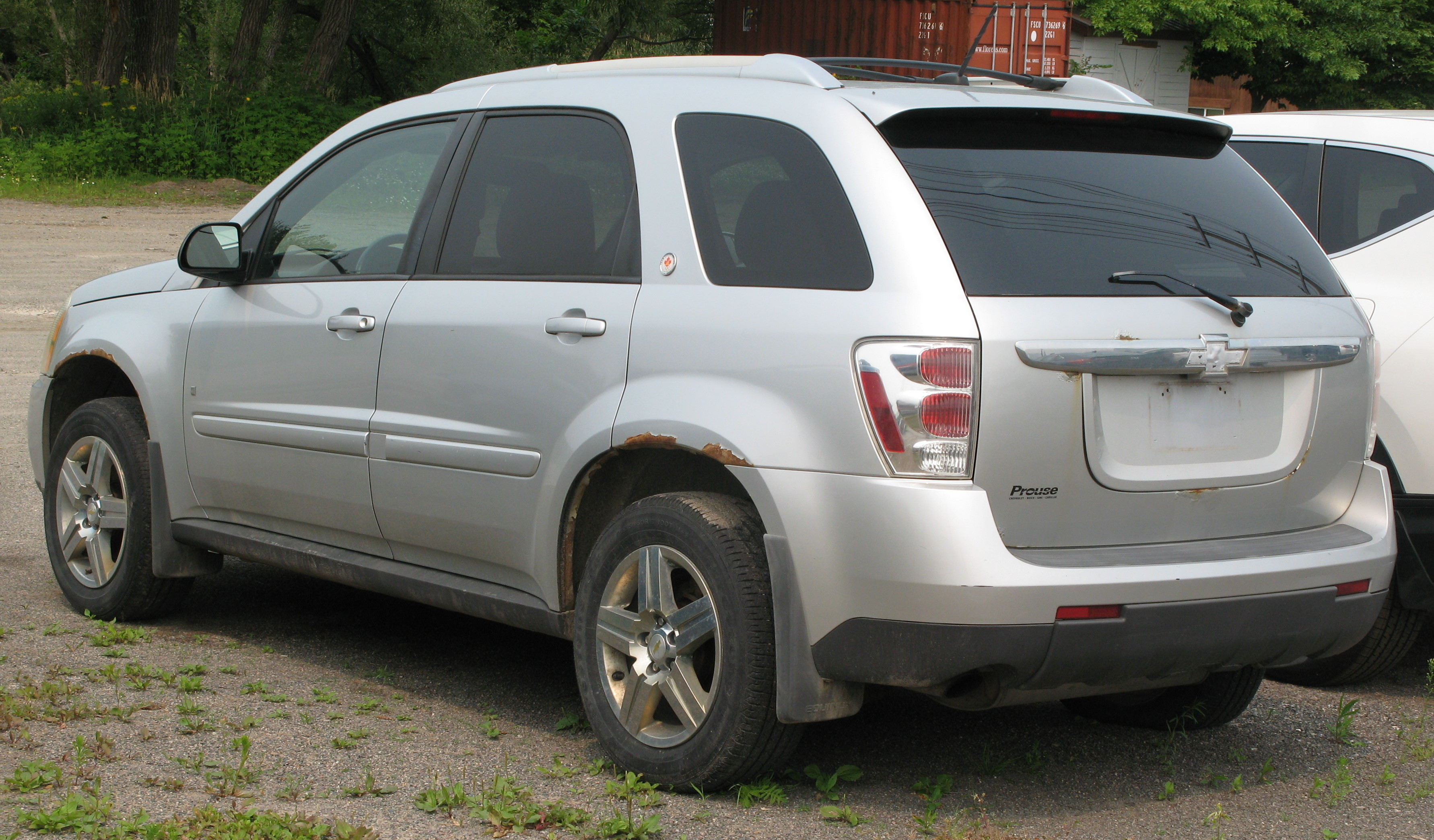
Chevrolet Equinox I – tył

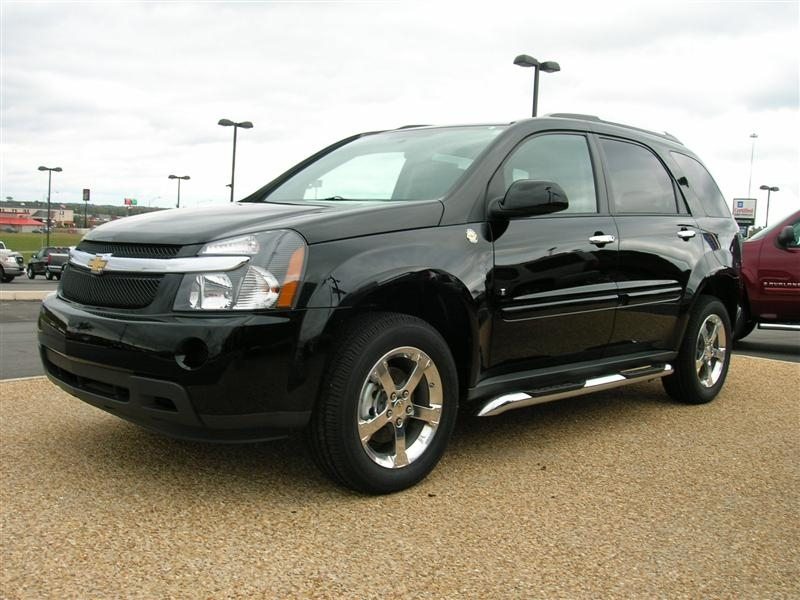
Chevrolet Equinox I LTZ

Chevrolet Equinox I został zaprezentowany po raz pierwszy w 2003 roku.
Equinox pojawił się w północnoamerykańskiej ofercie Chevroleta jako model średniej wielkości SUV-a plasujący się w ofercie poniżej topowego TrailBlazera i zarazem zastępujący oferowane dotychczas, przestarzałe modele Tracker i S-10 Blazer.
Pierwsza generacja modelu powstała w oparciu o platformę GM Theta, na której koncern General Motors oparł także bliźniacze konstrukcje Pontiaka i Suzuki. Chevrolet Equinox wyróżniał się dużymi reflektorami z osadzoną na nich szeroką, chromowaną listwą, a także zaokrągloną bryłą nadwozia i tylnymi lampami z chromowanymi wkładami.
W 2008 roku oferta Equinoxa pierwszej generacji została poszerzona przez topowy, luksusowy wariant LTZ. Wyróżniała się ona ciemnymi wkładami reflektorów, chromowanymi, połyskowymi alufelgami, a także licznymi chromowanymi akcentami w karoserii.

### Sprzedaż
Chevrolet Equinox pierwszej generacji został zbudowany wyłącznie z myślą o rynkach Ameryki Północnej, na czele ze Stanami Zjednoczonymi, a ponadto Kanady i Meksyku. Produkcja SUV-a odbywała się w zakładach General Motors w kanadyjskim mieście Ingersoll w Ontario poczynając od lutego 2004 roku.

### Silniki
- V6 3.4l LNJ
- V6 3.6l LY7

## Druga generacja

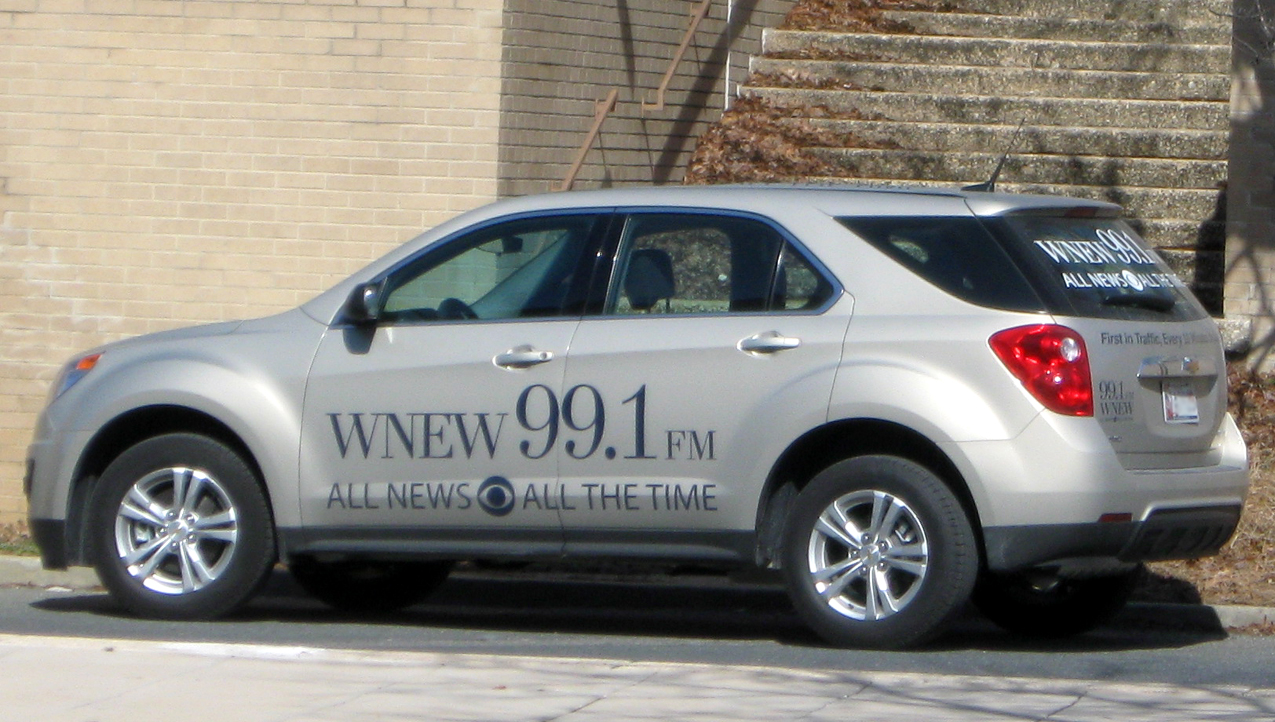
Chevrolet Equinox II – tył

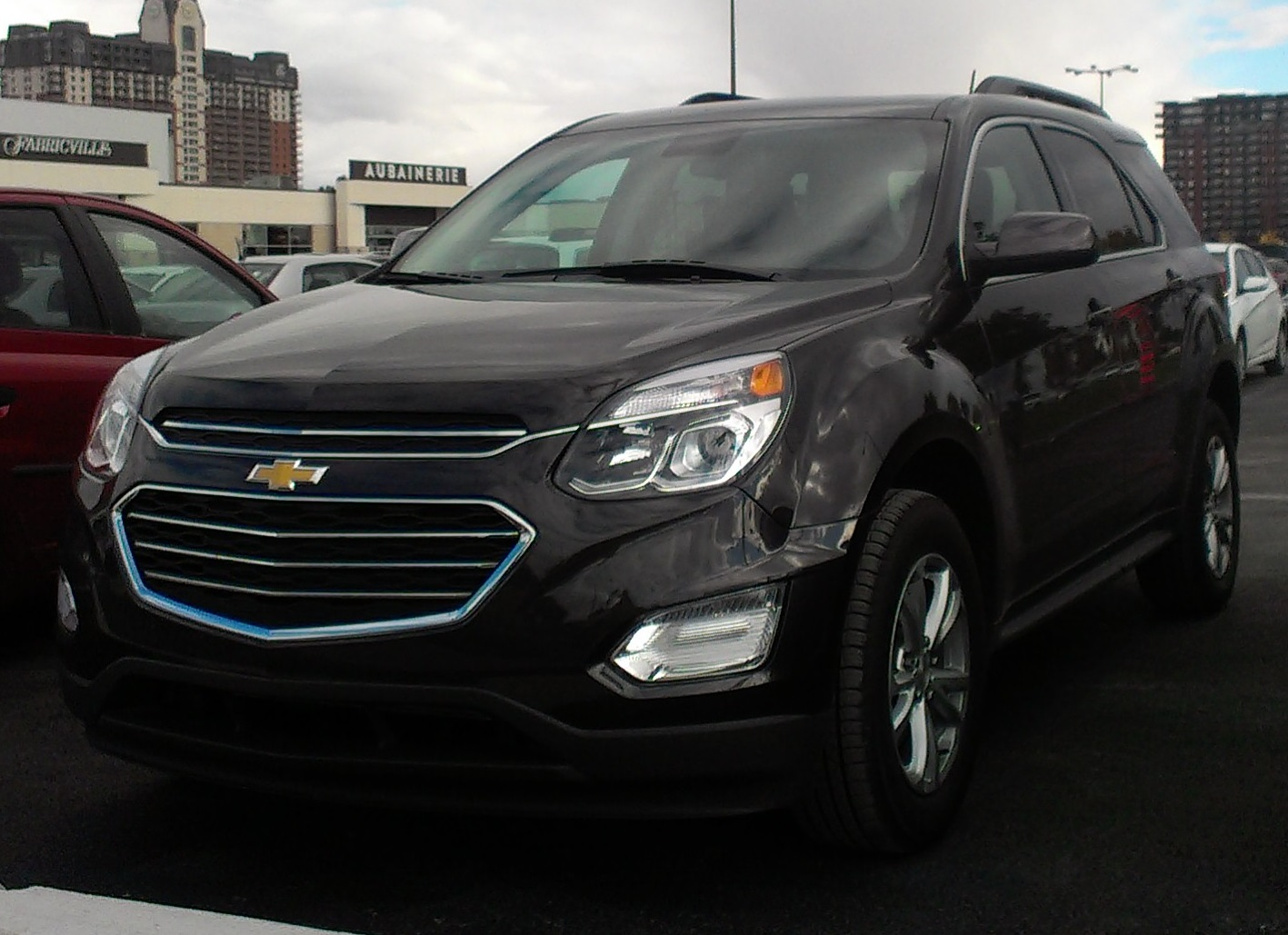
Chevrolet Equinox II po liftingu

Chevrolet Equinox II został zaprezentowany po raz pierwszy w 2008 roku.
Druga generacja Equinoxa, podobnie jak poprzednik, powstała w oparciu o platformę GM Theta, którą General Motors wykorzystał do opracowania także bliźniaczego GMC Terrain, a także większych SUV-ów Cadillaka i Saaba.
Pod kątem wizualnym Chevrolet Equinox powstał według zupełnie nowego, bardziej nowoczesnego projektu upodabniając się do modeli Malibu i Traverse.
Nadwozie stało się masywniejsze, bardziej obłe i agresywniej zarysowane, wyróżniając się dużymi zaokrąglonymi reflektorami, łukowatymi przetłoczeniami, a także dużym wlotem powietrza przedzielonym poprzeczką z logo producenta tym razem w kolorze nadwozia.

### Lifting
W lutym 2015 roku Chevrolet Equinox drugiej generacji przeszedł obszerną restylizację nadwozia, aby upodobnić go do najnowszych konstrukcji producenta. Z przodu pojawił się większy wlot powietrza o wielokątnej strukturze i wyżej umieszczonej poprzeczce, a także zmodyfikowany kształt reflektorów, który zyskał bardziej agresywny kształt. Zmieniły się także wkłady tylnych lamp.

### Sprzedaż
Wzorem poprzednika, druga generacja Chevroleta Equinox została opracowana wyłącznie z myślą o rynkach Ameryki Północnej. Produkcja samochodu w kanadyjskich zakadach General Motors rozpoczęła się na początku 2009 roku, a we wrześniu 2012 roku wytwarzanie SUV-a powierzono także amerykańskiej fabryce w Spring Hill w Tennessee.

### Silniki
- R4 2.4l LAF
- R4 2.4l LEA
- V6 3.0l LF1
- V6 3.6l LFX

## Trzecia generacja

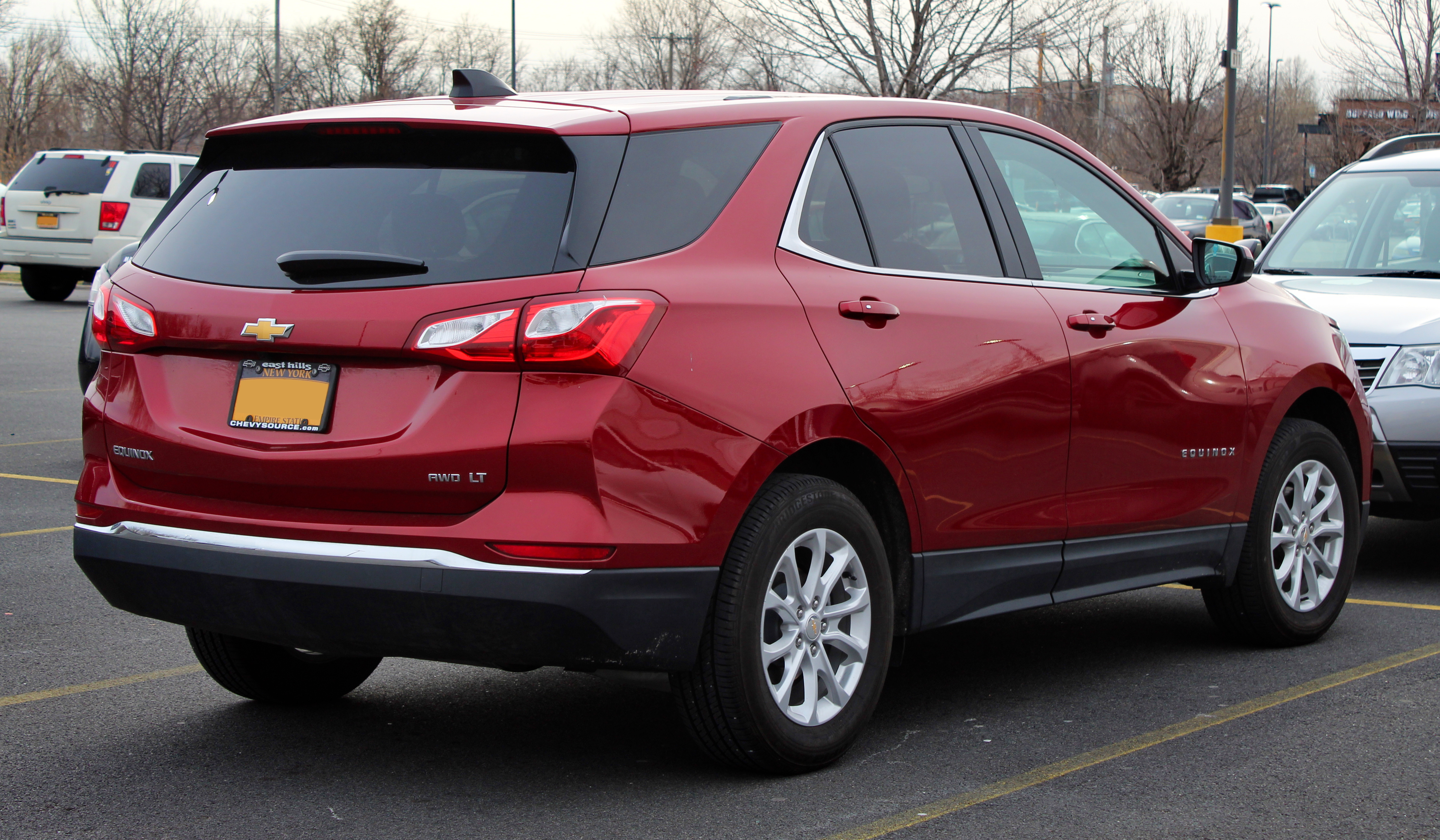
Chevrolet Equinox III – tył

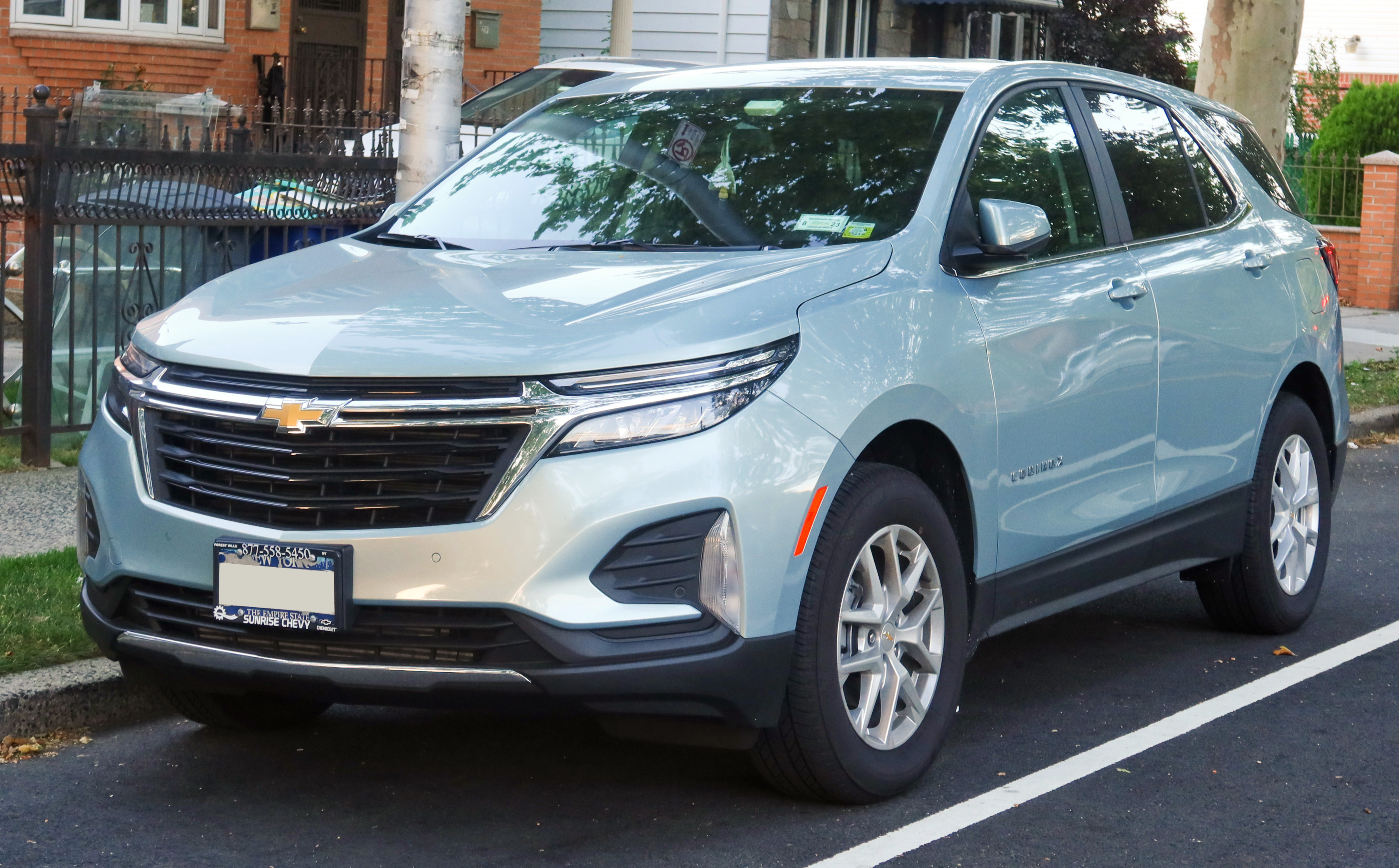
Chevrolet Equinox III po liftingu

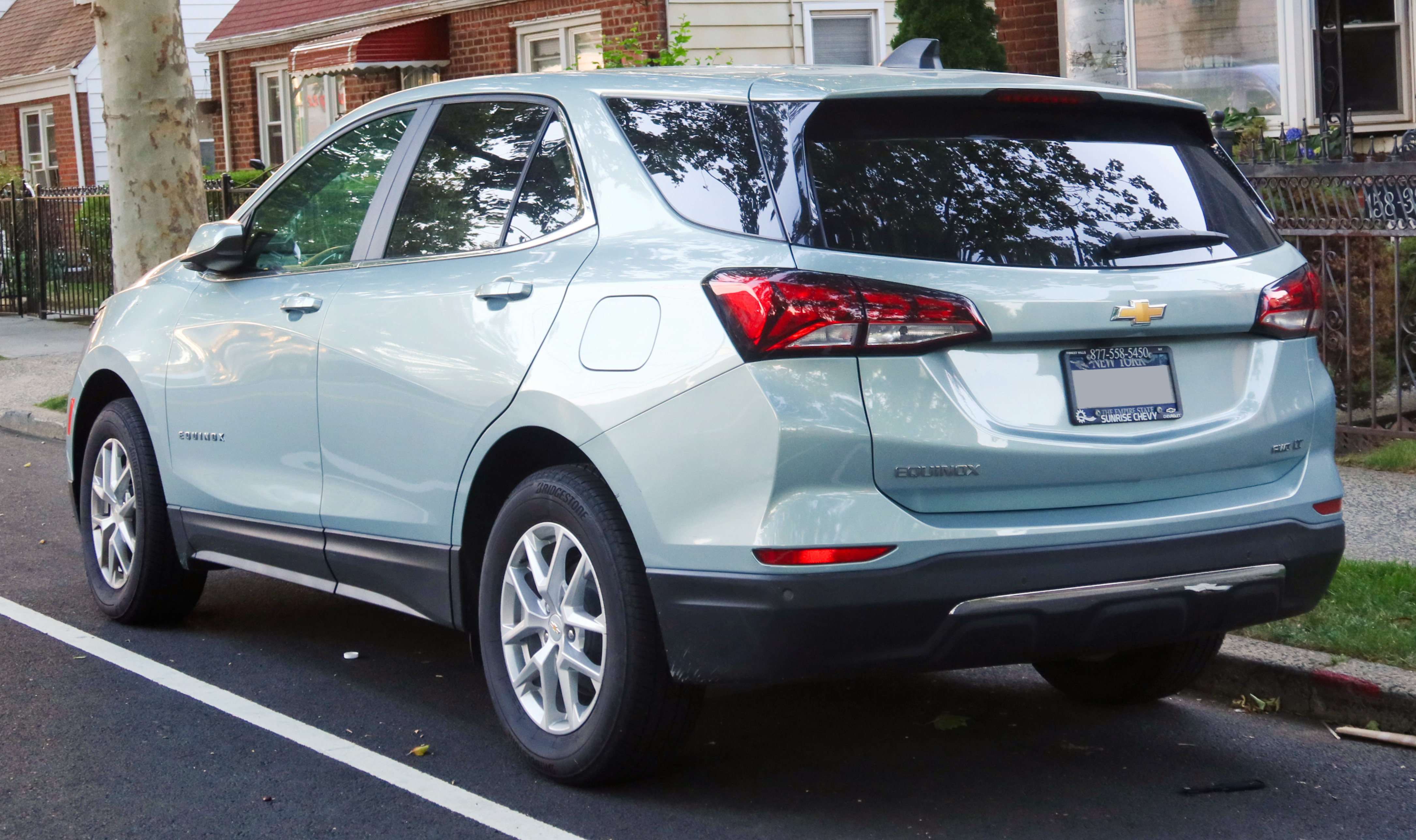
Chevrolet Equinox III – tył po liftingu

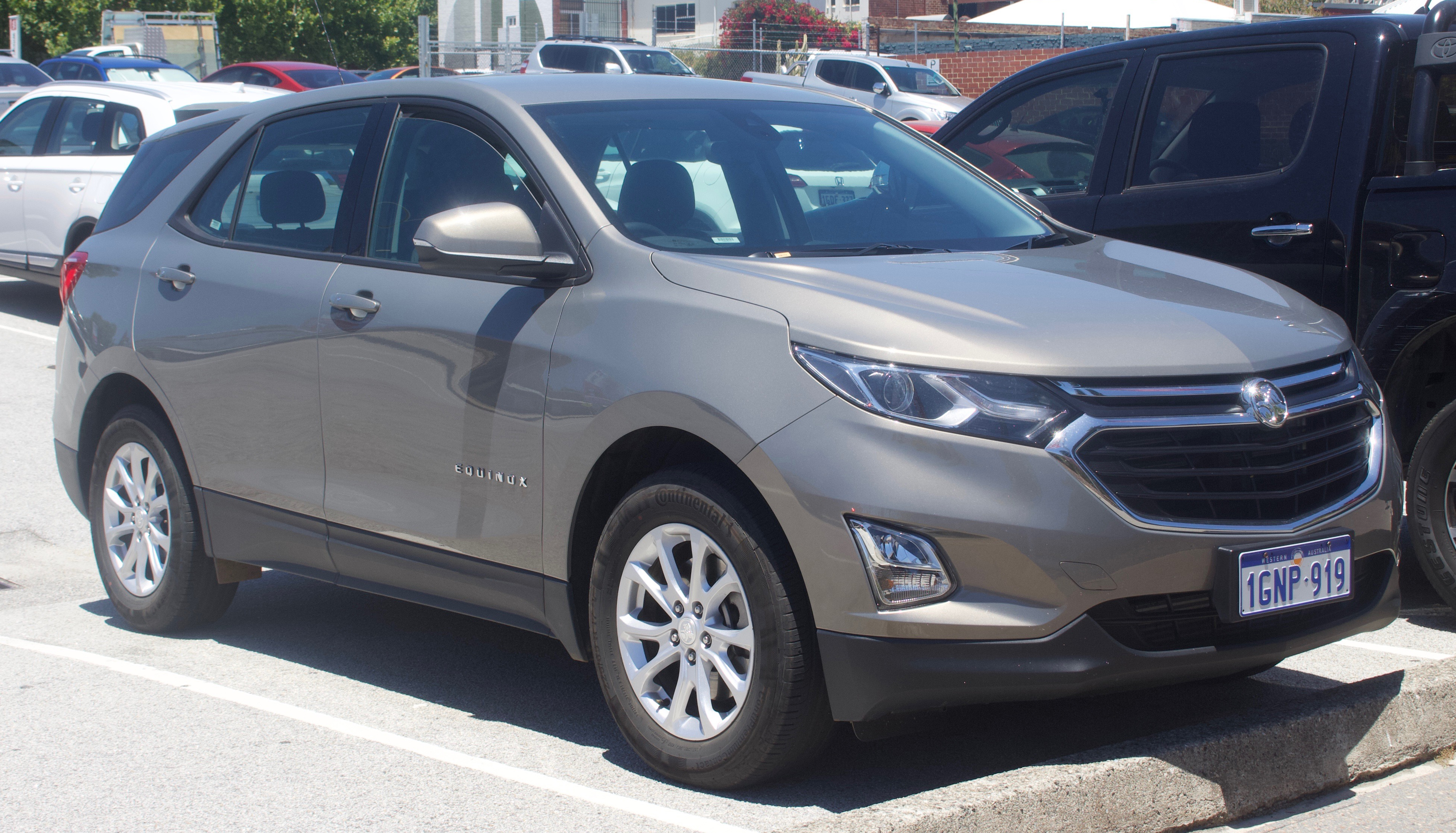
australijski Holden Equinox

Chevrolet Equinox III został zaprezentowany po raz pierwszy w 2016 roku.
Trzecia generacja Equinoxa przeszła obszerną zmianę koncepcji w stosunku do poprzednika. Samochód zyskał mniej masywną, smuklejszą sylwetkę, a także mniej obłe detale na rzecz ostro zarysowanych reflektorów i tylnych, dwuczęściowych lamp, a także mniejszej atrapy chłodnicy w zintegrowanej formie. Kabina pasażerska została projektem upodobniona do modeli Cruze i Volt, zyskując charakterystyczny wygląd kierownicy, ekran dotykowy w konsoli centralnej i dwukolorowe materiały w środku.
Chevrolet Equinox stał się też znacznie krótszy w ramach zmian w gamie crossoverów i SUV-ów, aby nie tworzył on wewnętrznej konkurencji dla nowego, plasującego się powyżej modelu Blazer.

### Lifting
W lutym 2020 roku Chevrolet przedstawił Equinoxa po obszernej restylizacji nadwozia. Pas przedni zyskał dwuczęściowe klosze reflektorów wykonane w technologii LED, a także większe, chromowane poprzeczki atrapy chłodnicy obejmujące także oświetlenie. Ponadto zmienił się wygląd zderzaków i wypełnienie tylnych lamp oraz większy ekran systemu inforozrywki w kabinie pasażerskiej.

### Sprzedaż
Po raz pierwszy w historii tej linii modelowej, Equinox stał się globalnym modelem Chevroleta. Poza rynkiem Stanów Zjednoczonych i Kanady, samochód trafił ponownie do sprzedaży w Meksyku, gdzie zastąpił model Captiva Sport, a także Ameryki Południowej i Azji z Koreą Południową włącznie, zastępując tam Captivę. 2017 roku Equinox trzeciej generacji trafił do sprzedaży także po raz pierwszy na lewostronnych rynkach Australii i Nowej Zelandii pod lokalną marką Holden jako Holden Equinox. Sprzedaż zakończyła się w 2020 roku z powodu likwidacji marki Holden.

### Silniki
- R4 1.5l LYX Turbo
- R4 2.0l LTG Turbo
- R4 1.6l LH7 Turbodiesel

## Czwarta generacja

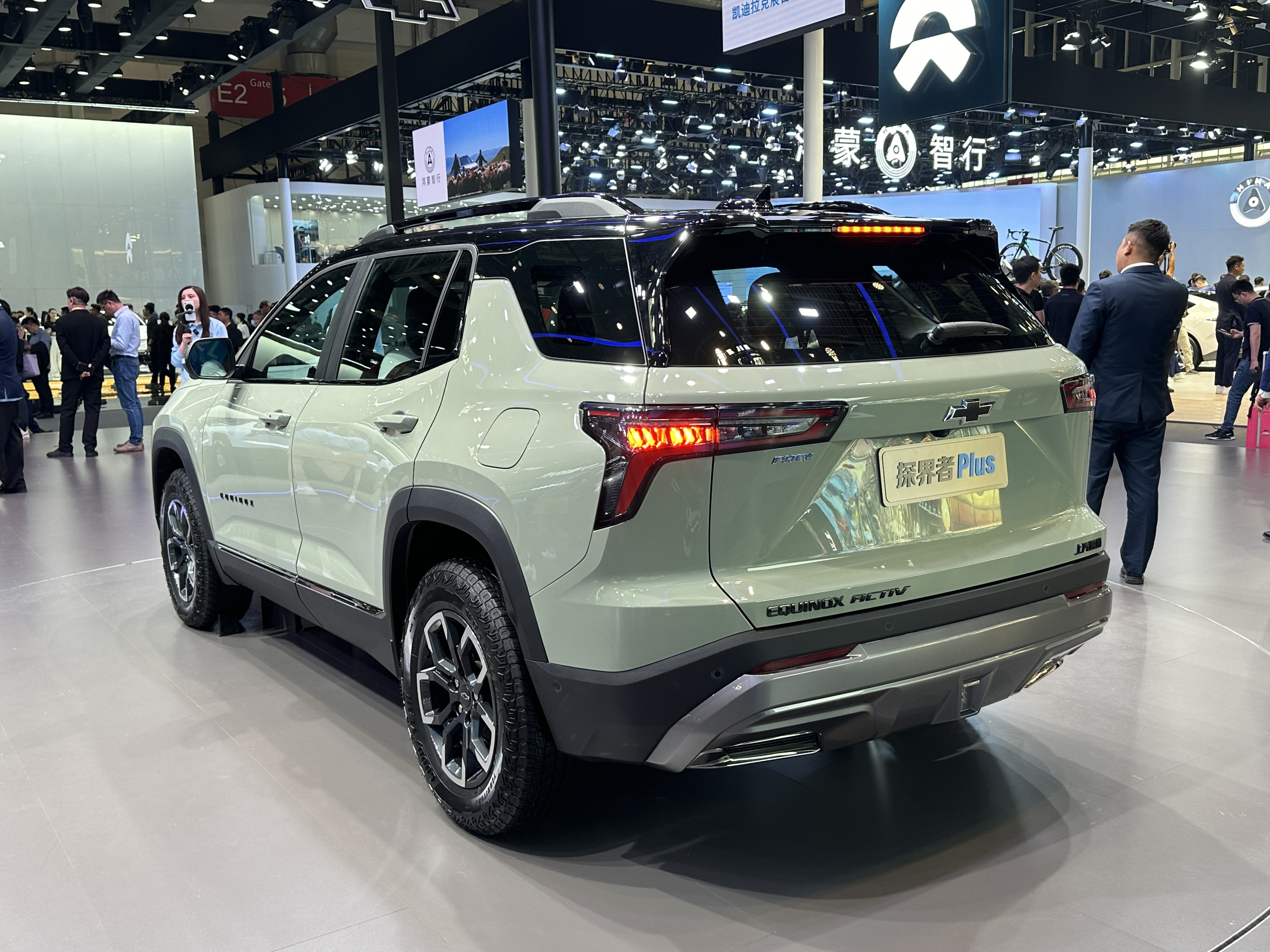
chiński Chevrolet Equinox Plus - tył

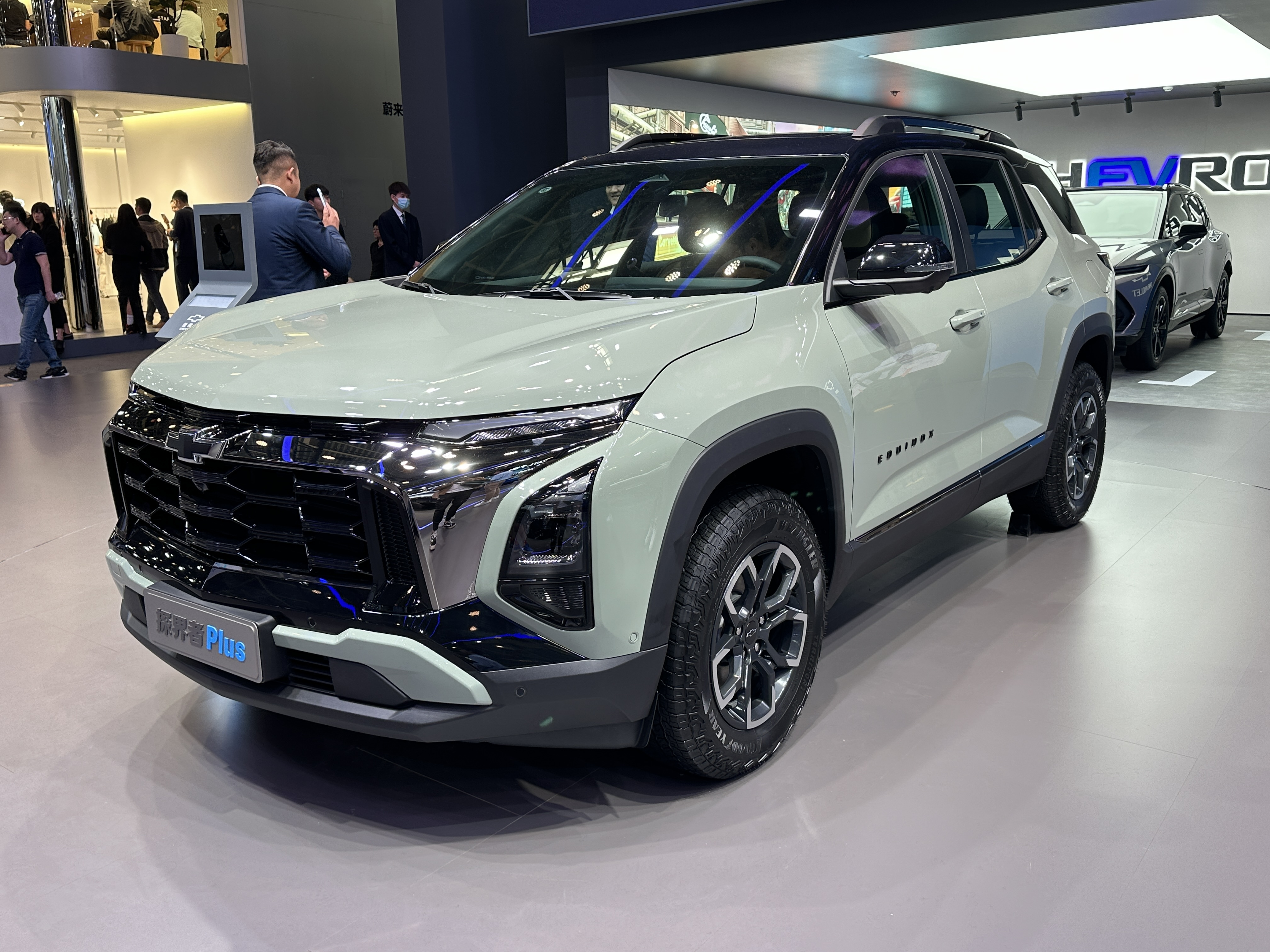
chiński Chevrolet Equinox Plus

Chevrolet Equinox IV został zaprezentowany po raz pierwszy w 2024 roku.
Pododbnie jak w przypadku poprzednika, tak i tym razem 7 latach obecności rynkowej Chevrolet zdecydował się wdrożyć na rynek kolejną generację Equinoxa. Samochód przeszedł obszerną metamorfozę wizualną, zyskując masywniejsze i bardziej kanciaste nawozie nawiązujące silnie do przedstawionej pół roku wcześniej nowej generacji większego, flagowego Traverse'a. Pas przedni zysał masywną osłonę chłodnicy o chromowanym lub czarnym wykończeniu w zależności od wariantu wyposażenia, a także dwurzędowe reflektory przedzielone poprzeczką z logo firmy. Tylne lampy utworzył wąski pas, a także wyprowadzona z nich prostopadła poprzeczka powiększająca optycznie klosze. 
Kabina pasażreska utrzyaman została w typowej dla ówczesnej gamy Chevroleta estetyce, z prostym projektem kokpitu zdominowanym przez trapezoidalny, 11-calowy ekran cyfrowych zegarów oraz sąsiadujący z nim 11,3-calowy ekran dotykowy centralnego systemu multimedialnego. Wyposażenie Equinoxa IV zostało rozbudowane w stosunku do poprzednika o m.in. system cyfrowego lusterka wstecznego czy kamery 360 stopni.
W przeciwieństwie do poprzednich generacji, czwarte wcielenie Chevroleta Equinox zostało wyposażone tylko w jedną opcję napędową. Został nią 1,5-litrowy, turbodoładowany silnik benzynowy o mocy 175 KM. Warianty przednionapędowe połączono z bezstopniową przekładnią CVT, a te z AWD zyskały 8-stopniową, klasyczną przekładnię automatyczną.

### Sprzedaż
Podobnie jak Chevrolet Equinox czwartej generacji, samochód powstał głównie z myślą o rodzimym rynku amerykańskim, trafiając tam do sprzedaży w trzecim kwartale 2024 roku. Zapotrzebowanie tego, jak i innych rynków Ameryki Północnej oraz Południowej zaspokajają meksykańskie zakłady General Motors w San Luis Potosí. Ponadto, samochód ponownie wzbogacił także chińskie portfolio Chevroleta w ramach lokalnego joint-venture SAIC-GM, wraz z lokalną produkcją pod nazwą Chevrolet Equinox Plus.

### Silnik
- R4 1.5l LYX Turbo